# Pygoscelis tyreei
Il pigoscelide di Tyree (Pygoscelis tyreei Simpson, 1972) è un uccello della famiglia Spheniscidae vissuto in Nuova Zelanda e attualmente estinto. 